# Tiết canh
Tiết canh là món ăn tươi sống sử dụng nguyên liệu là tiết động vật tươi được pha với chút nước mắm hoặc nước muối nhạt hãm cho khỏi đông trước khi trộn với những phần thịt, sụn động vật băm nhỏ để làm đông tiết. Cách chế biến món ăn như vậy rất thịnh hành trong ẩm thực của người Việt, đặc biệt là ở miền Bắc, nhưng chưa từng thấy trong ẩm thực của một nơi nào khác trên thế giới.
Tiết canh chứa rất nhiều vi khuẩn, virus và ký sinh trùng có hại cho con người, do đó các chuyên gia y học khuyến cáo mọi người không nên ăn tiết canh.

## Nguyên liệu
- Tiết động vật còn tươi sống: thường là tiết lợn, tiết ngan, tiết vịt, tiết gà, tiết dê, tiết chim, tiết cua (thường là cua biển vì cua đồng rất tanh), tiết tôm (có thể dùng tôm sú, tôm hùm, tôm thẻ nhưng thường là tôm hùm).
- Chút nước luộc thịt có gia vị, chút nước mắm hoặc nước muối pha loãng.
- Thịt động vật: bao gồm những thành phần giòn, có xương và sụn với thịt gia súc (lợn); hoặc lòng, phủ tạng và sụn cổ họng của gia cầm (vịt, ngan).
- Gan động vật: được xắt lát mỏng bày lên trên.
- Lạc rang, dừa nạo sợi, bánh tráng (có nơi không cần).
- Các loại rau gia vị (rau húng thơm, tía tô, rau mùi), hạt tiêu tán bột, ớt tươi xắt lát, chanh quả, lá húng quế (thường dùng với tiết canh cua).

## Cách làm

### Tiết canh gia súc, gia cầm

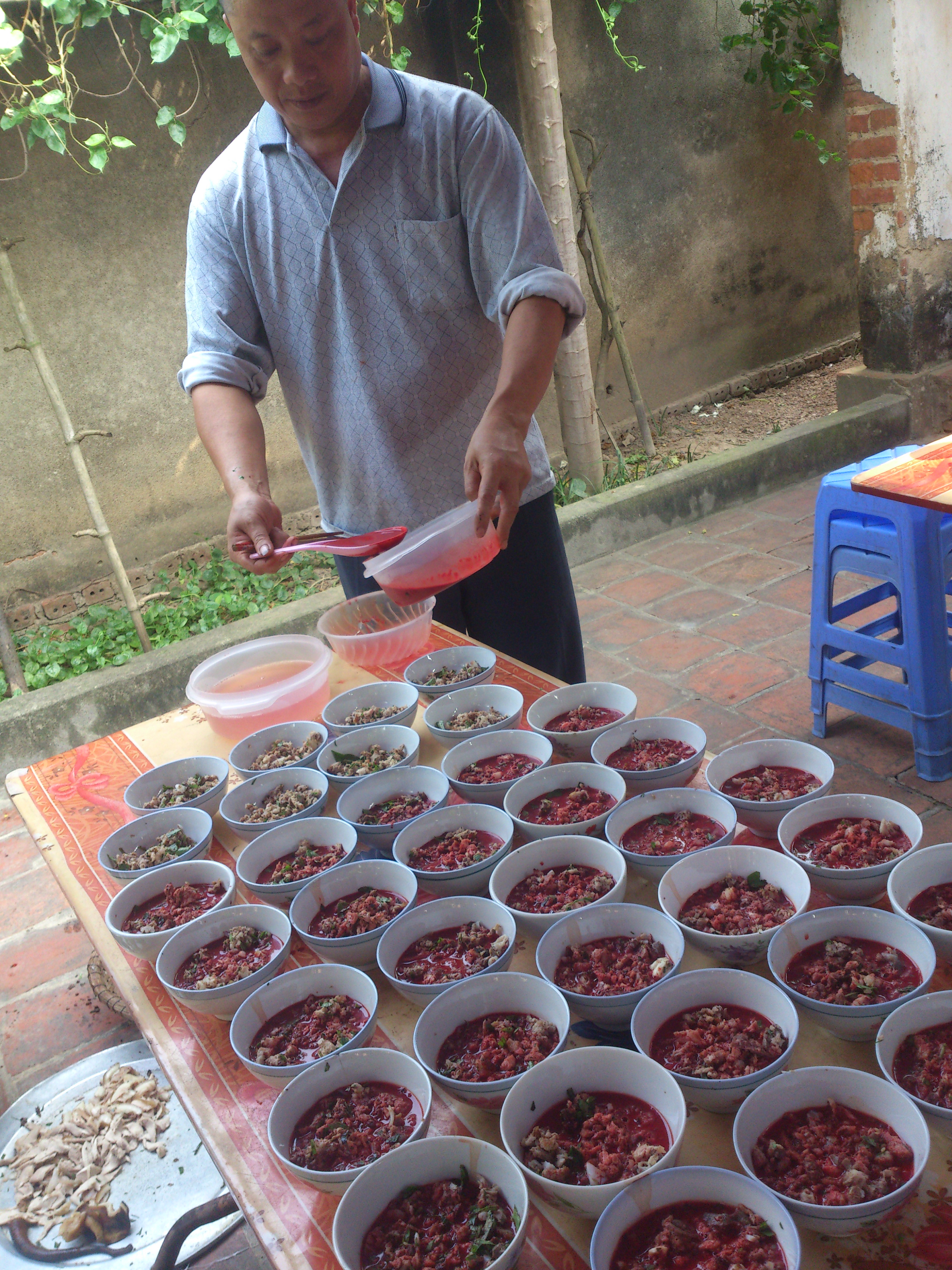
Rưới tiết đã hãm vào các bát thịt, sụn băm nhuyễn để tiết canh đông lại

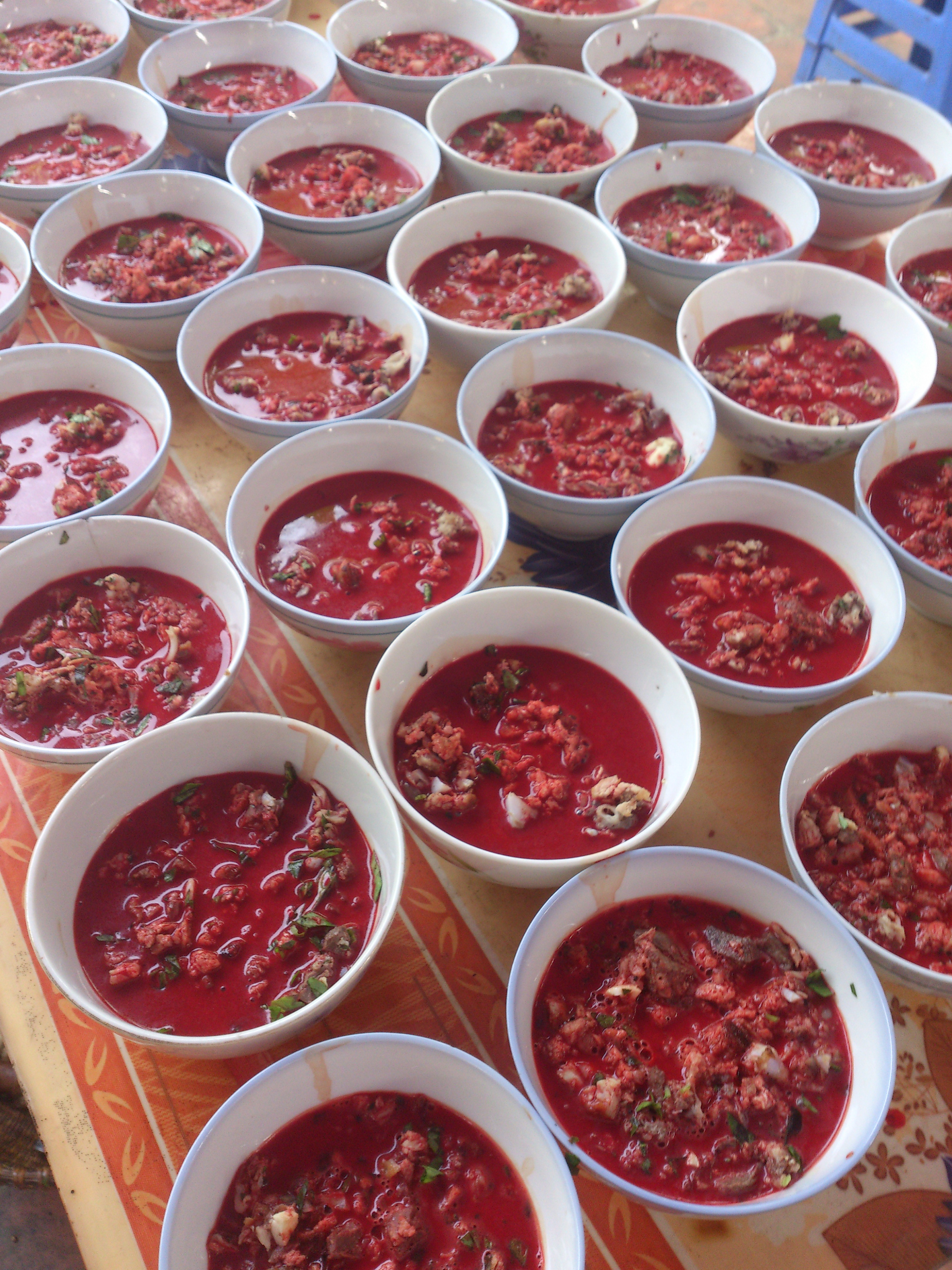
Tiết canh lợn đã đông chắc trong bát

Thường khi mổ gia súc gia cầm để làm tiết, do thịt và sụn xương động vật luộc chín được băm nhuyễn hãm tiết phải làm lâu hơn, người nội trợ phải thực hiện công đoạn "hãm tiết" cho khỏi bị đông như một khởi đầu quan trọng trước khi làm món tiết canh. Gia súc, gia cầm được cắt tiết cho chảy bớt một chút đầu, hứng lấy tiết giữa vào một bát to đựng chút dung dịch hãm. Dung dịch này có thể là nước mắm pha loãng hoặc nước muối nhạt (theo một tỷ lệ mà những người nội trợ giỏi thường có bí quyết pha riêng) thông thường tỷ lệ đó là 3 nước và 2 mắm, dùng đũa khuấy thật nhẹ nhàng. Khi thấy tiết chảy ra đã hơi đông và sẫm màu lại phải hứng ngay tiết đó sang bát khác để sử dụng, không tiếp tục cho chảy vào bát nước hãm vì sẽ làm tiết bị đông, mất tác dụng hãm. Nếu đã có thịt, xương sụn động vật luộc chín băm nhuyễn cho vào bát từ trước thì người nội trợ không cần phải thực hiện công đoạn hãm tiết thường rất khó khăn này mà có thể rưới trực tiếp tiết lên bề mặt nguyên liệu đã sắp sẵn trong bát. Sau đó chú ý không nên di động bát tiết đã được hãm vì có thể sẽ làm long chân tiết. Sau khoảng 20 phút, sẽ có 1 lớp dung dịch xuất hiện trên phần trên bát, còn tiết thì được lắng ở dưới.
Sau khi luộc chín thịt động vật, người nội trợ lấy ra những phần sụn lườn và cổ, lòng mề băm nhỏ cho vào bát hoặc đĩa, dàn đều cho mịn. Dung dịch nổi lên tiết được gạt đi, lấy 1 lượng nước luộc thịt cho vào đánh tan với tiết rồi sau đó rưới nhanh tay, nhẹ nhàng phần dung dịch tiết trên cho thật đều vào đĩa. Chú ý phần nước luộc thịt không được cho thêm muối vì nếu có, sẽ làm giảm độ đông của tiết. Phần thịt động vật sẽ kết dính với tiết để làm món tiết đông lại, đạt yêu cầu là khi thành phẩm màu đỏ tươi, đông đặc có thể xắt miếng mà không bị vỡ và có rất ít nước. Theo những câu chuyện tiếu lâm dân gian, bát tiết canh hoàn hảo có thể đem "xỏ lạt treo lên" được, nhưng đây chỉ là điển cố hài hước không thể tồn tại trong thực tế.
Sau khi tiết canh đông, người nội trợ sẽ bày vài lát gan luộc thái thật mỏng và to bản lên trên bề mặt bát, rắc chút lạc rang tách vỏ (hoặc giã dối để mảnh hạt vỡ ra mà không bị vỡ nát), có nơi còn thêm chút dừa nạo thành sợi. Đem các bát tiết canh ra bàn ăn cùng với một đĩa ớt thái khoanh mỏng, chút hạt tiêu giã nhuyễn, chanh cắt miếng, đĩa rau thơm và một số vùng không thể thiếu đĩa bánh tráng.

### Tiết canh hải sản
Tiết canh hải sản (tôm, cua) không thể hãm được như tiết vịt, tiết lợn nên người ta phải chuẩn bị trước phần nguyên liệu từ những con cua, tôm khác. Tiết trong các hải sản này cũng không nhiều nên thường không mấy khi được làm vào bát mà chỉ cho nguyên liệu vào các đĩa nông lòng.
Một số con cua được hấp chín chung với gừng, tiêu, rượu ngon cho thơm. Sau đó lẩy từng miếng nạc cua, cho vào đĩa để nguội mới trộn với gia vị cho đậm đà, trộn thêm một ít ngò gai, tía tô xắt nhuyễn và phải có một ít lá húng quế để giảm bớt vị nồng của cua. Lấy tiết những con cua còn lại bằng cách dùng dây buộc chặt bốn chiếc ngoe (càng) lại thành một chụm và dùng kéo cắt một lượt. Tiết cua màu trắng từ những chiếc chân còn ngo ngoe chảy thành vòi nhỏ xuống đĩa thịt cua đã được bày biện. Xong phần chân bên này lại cắt tiếp phần chân bên kia. Phần tiết cua luôn có lẫn nước, khi tiết đã đông, phần nước nổi lên mặt, phải khéo léo dùng giấy quyến chậm cho thật khô rồi mới rắc lên ngò rí, đậu phộng giã nhỏ.
Với tiết canh tôm, người nội trợ cũng phải chuẩn bị phần tôm sống để lấy tiết và phần tôm hấp chín bày biện sẵn trên đĩa trước khi rưới tiết tôm vào. Thịt tôm ngọt, dai và không nồng như thịt cua nên chỉ cần hấp chín, lột vỏ, xắt hạt lựu trộn với gia vị và bày lên đĩa là được, và các đầu bếp chuyên nghiệp khuyên không nên trộn rau húng quế vào làm mất đi hương vị của tôm. Cách lấy tiết tôm có khác cua, người nội trợ dùng một chiếc đũa tre vót nhọn đầu rồi đâm thẳng từ phần đuôi lên đến giáp đầu tôm, cẩn thận hứng lên đĩa rồi mới rút chiếc đũa ra để tiết chảy xuống.
Tiết canh thủy sản, hải sản thường có màu trắng, đông đặc như thạch, không đỏ tươi như tiết canh gia súc, gia cầm.

## Một số loại tiết canh

### Các loại thông dụng
Có hai loại tiết canh phổ biến nhất là tiết canh lợn (dùng tiết lợn là nguyên liệu chủ đạo) và tiết canh vịt (ở Trà Vinh gọi là món vịt xiêm tiết canh). Ngoài ra cũng thường thấy tiết canh ngan, tiết canh cua, tiết canh dê, tiết canh rắn, tiết canh tôm hùm. Rất hiếm khi thấy tiết canh chó, tiết canh gà, vì những loại gia súc gia cầm này hoặc rất tanh hoặc có hại khi ăn tiết sống.

### Biến thể
Tiết canh sò huyết là một trong những đặc sản của Lăng Cô, Huế, rất hiếm thấy tiết canh được làm từ các loại sò như vậy ở các vùng miền khác trên cả nước.
Tiết canh chay, không sử dụng nguyên liệu là tiết động vật mà thay bằng rau câu ninh nhừ lấy nước với một chút phẩm màu đỏ, tạo thành thạch rau câu sánh đặc. Thạch rau câu trước khi để nguội thành đông đặc được trút vào bát đã để sẵn nguyên liệu, thường có đậu phụ và các loại rau xắt nhỏ. Tiết canh chay không cần ăn với một số gia vị cay nóng như ớt, hạt tiêu, rau húng quế.

## Thưởng thức

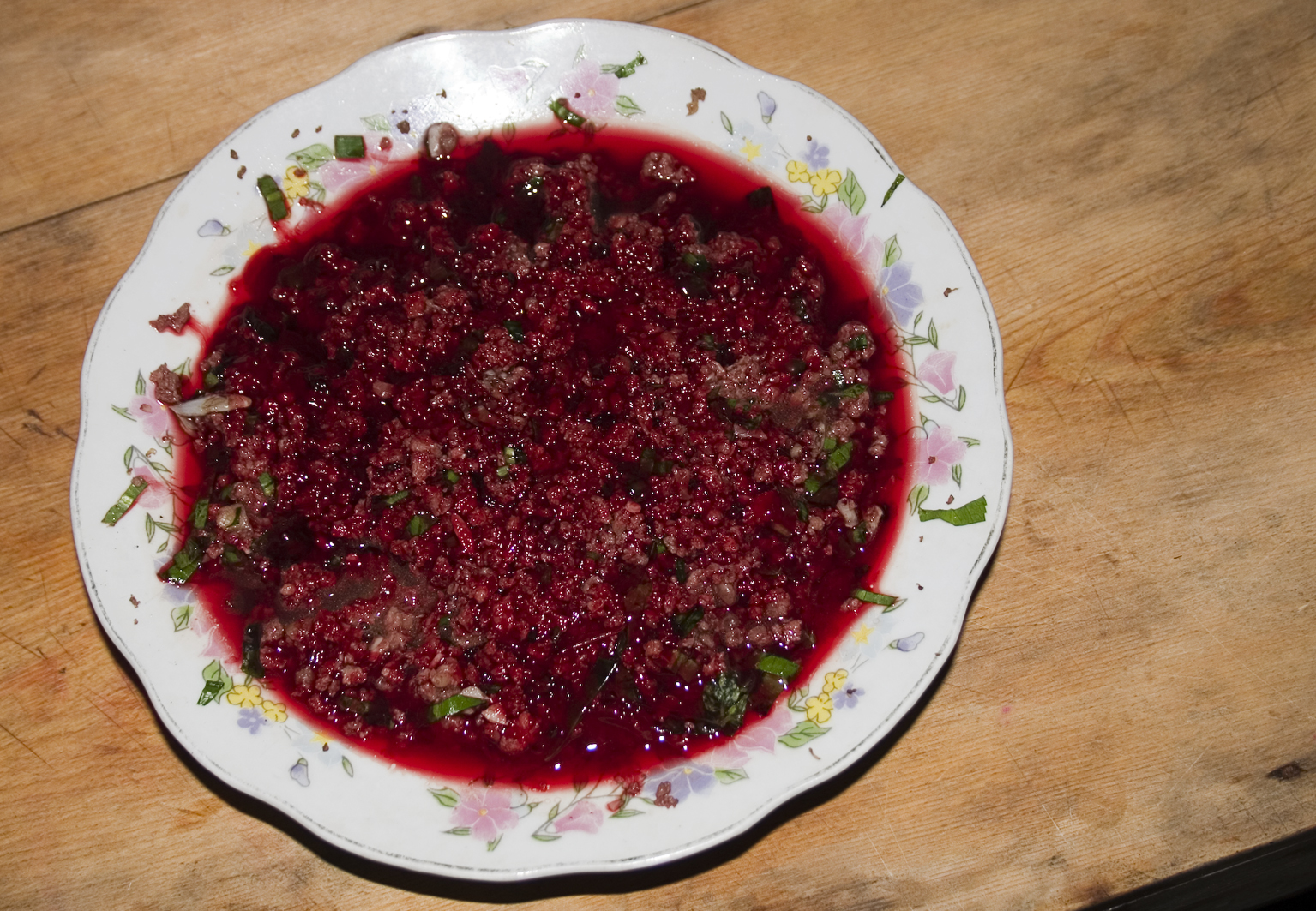
Một đĩa tiết canh vịt bán tại Sa Pa

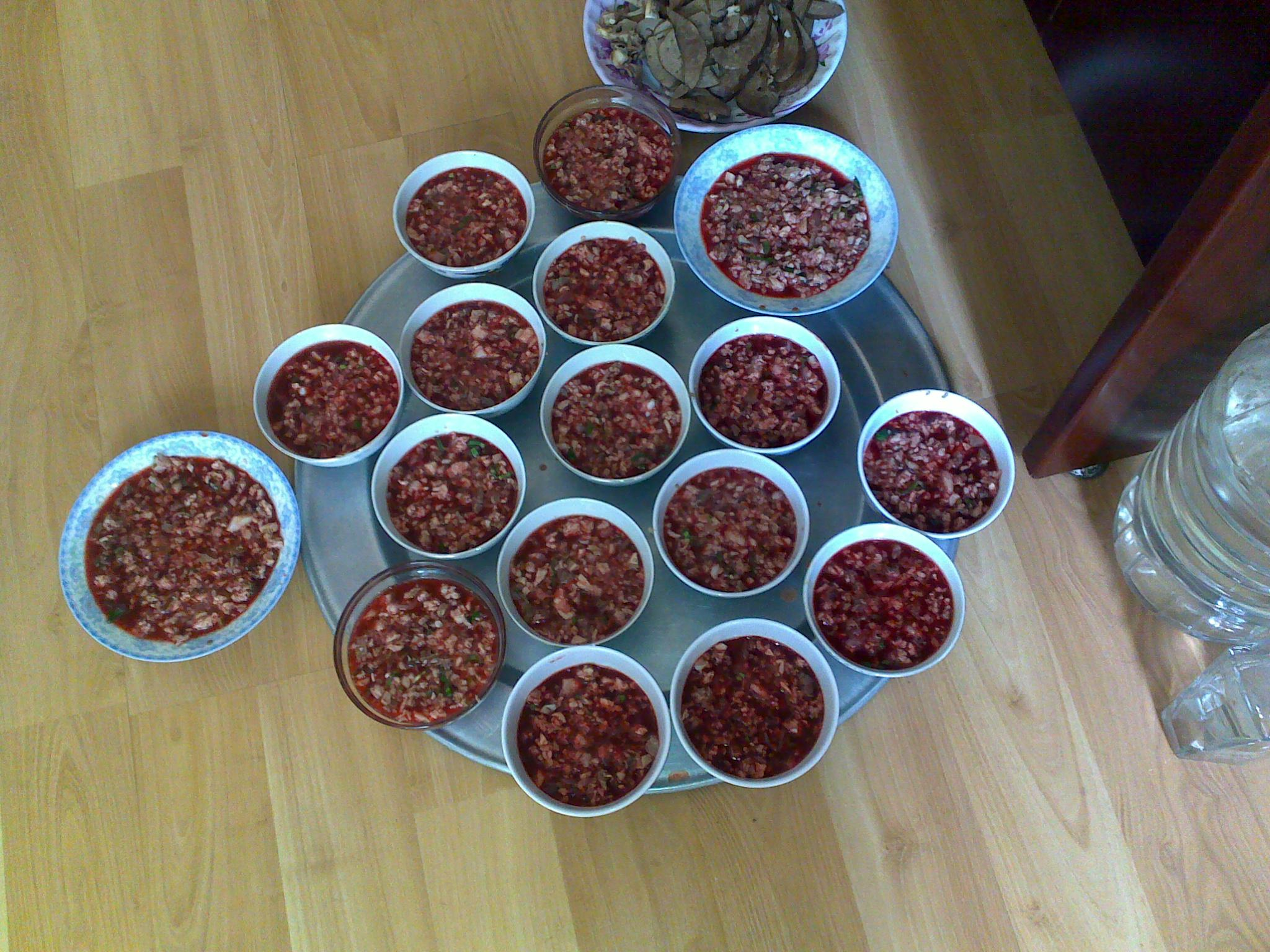
Số lượng bát tiết canh của một con lợn mán

Khi ăn, tiết canh có vị ngọt, mát và giòn, thường không được sử dụng như một món ăn chính trong bữa ăn mà chỉ như một món khai vị, hoặc là món ăn mở đầu cho một buổi tiệc nhậu với rượu trắng. Các món tiết canh ăn dễ gây lạnh bụng, đau bụng vì đồ tươi sống, nên thường được ăn kèm với nhiều loại gia vị có tinh dầu cay nóng như rau húng quế, rau húng thơm, ngò gai, tía tô, hạt tiêu tán bột, ớt tươi, nước cốt chanh v.v. và thường đi kèm rượu nặng. Tiết canh không hợp khi uống rượu nhẹ như rượu vang, cũng không hợp với bia, chỉ thích hợp với loại rượu nặng ví dụ rượu "cuốc lủi". Thực khách vắt chút nước cốt chanh lên bề mặt bát tiết, rắc chút hạt tiêu bột, cho vài lát ớt tươi và ngắt mấy nhánh rau thơm để vào bát, dùng thìa hoặc bánh tráng xúc miếng để ăn.
Tiết canh thủy hải sản thường được ăn chung với bánh tráng, và rau thơm cho món tiết canh này ngoài ngò gai không thể thiếu rau dấp cá. Có nơi thực khách còn ăn kèm khế chua, chuối chát.
Thông thường, sau khi ăn xong món tiết canh, thực khách sẽ ăn các món khác cùng là thịt động vật mà tiết đã được làm tiết canh trước đó. Như tiết canh lợn đi với những món phủ tạng lợn luộc, gọi chung là món lòng lợn; tiết canh vịt đi với món thịt vịt luộc, vịt xáo măng hoặc cháo vịt; tiết canh hải sản đi với đĩa hải sản luộc, hấp v.v.

## Đánh giá
Nhà văn Thạch Lam, trong thiên tùy bút Quà Hà Nội , đã điểm những nét chấm phá rất duyên dáng về thực khách và món tiết canh lòng lợn: Đối với các bà ăn dở và thích của lạ miếng, và độc nữa, đã có bà hàng tiết canh và lòng lợn. Một mâm đầy những bát tiết canh đỏ ối, ngòng ngoèo vài sợi dừa trắng, điểm xanh mấy lá húng tươi. Thế mà họ ăn ngon lành, một lúc hai, ba bát. Rồi đánh thêm một đĩa vừa lòng vừa dồi, cổ hũ với tràng giòn. Ăn xong quét miệng đứng dậy, bước đi thành chậm chạp.

## Bệnh tật
Ăn tiết canh lợn (nói chung các sản phẩm từ thịt lợn chưa được nấu chín) dễ bị nhiễm liên cầu khuẩn lợn hoặc các loại Sán dây lợn đưa tới tình trạng nhiễm trùng huyết nặng, sốc nhiễm trùng nặng, suy hô hấp, suy đa tạng, hôn mê và bị hoại tử các đầu chi nặng nề hoặc bị sán lên não khiến điều trị rất khó khăn khi sán đã làm tổ rải rác trong não,tỉ lệ tử vong là 90%. BS Nguyễn Trung Cấp, khoa Cấp cứu, Bệnh viện Bệnh nhiệt đới Trung ương cho biết, hàng tháng bệnh viện vẫn tiếp nhận rải rác 4-5 ca nhiễm liên cầu lợn.
Trong năm 2017 trên 170 người mắc bệnh liên cầu lợn và 14 người tử vong vì căn bệnh này ở Việt Nam. Lợn mang liên cầu khuẩn là nguồn lây nhiễm chính và lây sang cho người thông qua việc ăn thịt lợn và các sản phẩm từ thịt lợn còn sống hoặc chưa được nấu chín như tiết canh, nem chua, nem chạo... trong đó món tiết canh liên quan tới 70% các ca mắc bệnh.
Nếu ăn tiết canh gà, vịt rất dễ nhiễm virut cúm gia cầm (A/H5N1, H1N1, H7N9, H10N8) và nguy cơ mắc bệnh rất cao, có thể tử vong. Ngoài ra, nếu ăn tiết canh chó có thể có nguy cơ mắc bệnh dại nếu máu và thịt của chó đó bị nhiễm virut dại.